# Elektorat Salzburga
Elektorat Salzburga (niem. Kurfürstentum Salzburg), znane także jako Wielkie Księstwo Salzburga – państwo Świętego Cesarstwa Rzymskiego istniejące w latach 1803–1805. Powstało z ziem zsekularyzowanego arcybiskupstwa Salzburga, jako rekompensata dla arcyksięcia Ferdynanda Habsburga w zamian za ziemie wielkiego księstwa Toskanii, które to w 1801, dostało się w ręce Burbonów jako królestwo Etrurii. 27 kwietnia 1803 roku zostało włączone wraz z  Wirtembergią, Badenią i Hesją, do grona elektorów Rzeszy. W 1805 w wyniku kolejnych reorganizacji państw Rzeszy dokonywanych przez cesarza Francuzów Napoleona Bonaparte elektorat Salzburga został włączony do Cesarstwa Austrii. Ferdynand otrzymał jako rekompensatę nowo utworzony Elektorat Würzburga.
W 1814, po upadku Napoleona, Ferdynandowi zwrócono wielkie księstwo Toskanii, które utracił w 1801 na rzecz Francji.